# 音楽遊覧飛行
『音楽遊覧飛行』（おんがく ゆうらんひこう）は、NHK-FM放送で2012年4月2日から放送される音楽番組である。

## 概要
番組では仕事や家事の合間に音楽を通して、心身をリラックス・リフレッシュさせるような雰囲気を提供することを目指している。番組は4つのテーマを毎週週代わりで展開していく。

## 放送時間
本放送
- （2012年度 - 2022年度）月曜 - 木曜 9:20 - 10:00
- （2023年度）月曜 - 木曜 9:50 - 10:30（開始が、30分遅くなる）
- （2024年度）月曜 - 木曜 9:15 - 9:55

再放送
- （2012年度 - 2015年度）次週の同じ曜日 17:20 - 18:00
- （2016年度 - 2020年度）次週の同じ曜日 16:00 - 16:40（ミュージックプラザが終了した為に、開始が1時間20分早まる）
2020年度まで放送されていた再放送は「今日は一日○○三昧」等、特集番組で休止される事があったが、繰延せず未放送扱いとなっていた。また、九州・沖縄地方については2012年度のみ、「夕べのひと時」に差し替えられており、再放送は祝日編成などで放送される場合を除き実施されなかった。

## テーマとディスクジョッキー
- 「ふるさとのうた・こころの旅」榊原広子（ダ・カーポ）[1]
前番組の「にっぽんのうた 世界の歌」のコンセプトを踏襲したもので、日本人が誰でも一度は聞いたことがある童謡・唱歌・歌謡曲をメインとして紹介する。
- 「ミュージックエクスプレス」向谷実
列車や駅をイメージして世界をめぐる、魅力的な音楽の旅。
- 「エキゾチッククルーズ」サラーム海上
2014年3月放送分までは「エイジアンクルーズ」と銘打って主に東南アジア・中東の民族音楽を中心に紹介していたが、4月以降より広範なワールドミュージックを対象とするようにリニューアルされた。
- 「映画音楽ワールドツアー」紺野美沙子(←Yucca←中川安奈）
2011年度放送された「映画音楽パラダイス」のスタイルを踏襲し、名作映画のテーマソングや物語の舞台となった街・ロケ地をめぐる映画音楽の旅。番組開始当初から2014年10月放送分まで中川安奈がDJを務めたが、同年10月17日に急逝。このため11月放送分は追悼特集と再放送、12月から2016年3月放送分まではYuccaが務めていた。同年4月分以降は紺野美沙子が担当。

### 過去
- 「食と音楽でめぐる地球の旅」吉村喜彦
  - 食べ物を題材にした音楽と、それにまつわる食文化の話題。2016年度まで放送。

## テーマ曲
- エリック・カンゼル「Theme From "Around The World In 80 Days"」